# الحرب الأهلية التونسية (1680-1685)
الحرب الأهلية التونسية (1680-1685) هي حرب قامت في البداية بين الأخون محمد باي و علي باي و لكن بعد إتخاذ اجرائات سياسية معينة على يد الديوان، تحرك الأخوان المراديان لمواجهة الإنكشارية و بايهم الجديد. 

## الخلفية
بعد الحرب الأهلية المرادية، تم تقسيم السلطة بين الفرق المتنازعة. لكن لم يرض محمد الحفصي منصب الباشا الشرفي الضعيف. فخطط سراً مع ابن أخيه محمد ( حاكم السناجق الداخلية للإيالة) لخلع داي تونس، حليف علي باي أخ محمد (الذي حصل على منصب باي). لكنه فشل وأُرسل إلى المنفى في إسطنبول مرة أخرى و إلى الأبد.

## الحرب
وبعد أن انكسرت الثقة بينهما، أحيى الشقيقان علي ومحمد صراعهما وخاضا معركة في الجبال في وسط البلاد. وعند هذه النقطة، خلع الديوان والإنكشارية الأخوين وانتخبا دايا جديدا، أحمد شلبي، الذي كان يتمتع بشعبية كبيرة بين الأتراك. وعين شلبي باياً جديداً، وهو مملوكه محمد منيوت. وأدرك الشقيقان أنهما في خطر من فقدان السلطة إلى الأبد، فعقدا هدنة واتحدا ضد الداي وبايه الجديد. كما حصلا على دعم داي الجزائر، أحمد خوجة، الذي خشي أن تنتشر الروح الثورية إلى الإنكشاريين في الجزائر.

## العواقب
في مايو 1686، نهبت جيوش داي الجزائر تونس. اشتبه محمد باي في أن شقيقه يتآمر مع الجزائريين للاستيلاء على السلطة بعد غزو تونس. لذلك، أمر باغتيال علي وتولى منصب الباي. بقي محمد بن شاكر، قائد القبائل الشمالية الغربية التي حشدها الجزائريون، في تونس لمراقبة الباي نيابة عن داي الجزائر. حاول محمد باي المرادي جلب بن شاكر إلى جانبه من خلال عرض ابنته عليه للزواج، لكن بن شاكر رغب في منصب الباي لنفسه. لم يستطع أن يجد أي دعم في تونس: كانت الإنكشارية تكرهه بسبب التواطؤ السابق بين البايات المراديين. غادر بن شاكر تونس وحشد قوات داي الجزائر الذين شجعهم على الاستيلاء على تونس. بعد حصار طويل كان مؤلمًا للسكان وفرار محمد باي المرادي إلى جنوب تونس، سقطت تونس في أيدي داي الجزائر، شعبان خوجة وبن شاكر للمرة الثانية في 12 نوفمبر 1694.